# Александър Марков
Александър Марков – Екшъна е български футболист, защитник, национален състезател на България.

## Биография
Александър Марков е роден на 17 август 1961 в София.
Бивш играч на Локомотив (София), Спартак (Плевен), Левски, Славия и Сливнишки герой; 
3 пъти шампион на страната и 1 път носител на купата; бивш национал.
Участва на СП 1986 (2 мача)